# Eine Teufeliade

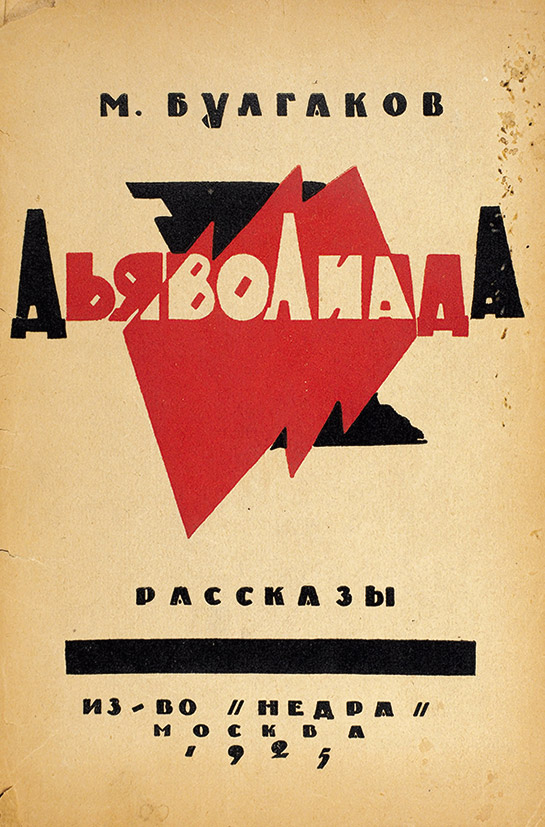

Eine Teufeliade, auch Teufelsspuk, Diaboliade (russisch Дьяволиада Djawoliada), ist eine phantastische Erzählung des sowjetischen Schriftstellers Michail Bulgakow, die 1924 im Heft 4 der Nedra erschien. Die Moskauer Verlagsgenossenschaft desselben Namens brachte den Text 1925 in Buchform innerhalb der Sammlung Teufeliaden heraus.

## Inhalt
Anno 1921 in Sowjetrussland: Am 20. September wird in der Dienststelle des Genossen Warfolomej Petrowitsch Korotkow Naturallohn statt des Geldes „ausgezahlt“. Der erstaunte Korotkow erhält einen Packen Streichhölzer, denn er ist als Schriftführer in der Streichmat angestellt. Streichmat heißt in der Langform Hauptzentralstützpunkt für Streichholzmaterialien. Seiner Wohnungsnachbarin Alexandra Fjodorowna geht es ähnlich. Da diese Frau bei Gouvweinspeicher beschäftigt ist, wurde sie mit einer stattlichen Anzahl Flaschen Abendmahlsweines eingedeckt.
Als Korotkow am nächsten Morgen seine Dienststelle betritt, ist der Stützpunktchef Genosse Tschekuschin „gefeuert“ worden. Der Schriftführer Korotkow „fliegt“ am 26. September hinterher. Entlassen hat ihn der neue Chef Unterhoser wegen Schlamperei. Der Neue, ein glatzköpfiger Zwergenwuchs, verfolgt Korotkow Tag und Nacht. Unterhoser spricht Korotkow mit Kolobkow an und tritt abwechselnd mit glattrasiertem Gesicht und auch mit Rauschebart auf. Zudem kann sich der teuflische Neue in einen schwarzen Kater verwandeln.
Erfreulich – anderntags ist Unterhoser gefeuert. Korotkow wird aber weiter von dem Unhold verfolgt. In der überfüllten Straßenbahn entwenden zwei Diebe Korotkow die Brieftasche.
Des Nachts wird Korotkow von Träumen gepeinigt. Da sitzt Unterhoser an seinen Schreibtisch und mimt den Stützpunktchef sowie den Schriftführer in Personalunion. Nach einer weiteren unruhigen Nacht, Korotkow hatte sich mit geschenktem Abendmahlswein vollgepumpt und mehrfach erbrochen, will Korotkow vernünftig bleiben. Leicht gesagt – ohne Papiere kann der ehemalige Schriftführer verhaftet werden; kommt bei der Bitte nach neuen Papieren bei den Behörden unaufhaltsam in die Bredouille. Korotkow hetzt von einem Amt zum nächsten. Schließlich kann nur noch der schreckliche Dyrkin in der fünften Abteilung helfen. Korotkow eilt hin und erschlägt auf dem Gipfel der Auseinandersetzungen den schrecklichen Dyrkin, als der ihn verhaften will, mit einem Kandelaber. Dem Totschläger gelingt die Flucht auf das Dach eines Hochhauses. Als die Verfolger nahen, stürzt sich der Flüchtige hinab. Es kracht. Eine Sonne birst in seinem Kopf.

## Deutschsprachige Ausgaben
- Meistererzählungen. Aus dem Russischen übertragen von Aggy Jais (Das Verhängnis. Haus Nr. 13. Teufelsspuk. Tschitschikows Abenteuer). Goldmann, München 1979, ISBN 3-442-07030-9
- Heiko Postma (Hrsg.):  Michail A. Bulgakow: Diaboliade. 1923. Aus dem Almanach ‹Nedra›, No 4, 1924. Aus dem Russischen übersetzt von Joachim Britze. JMB Verlag, Hannover 2014, ISBN 978-3-944342-59-7

Verwendete Ausgabe:
- Eine Teufeliade. Wie Zwillinge einen Geschäftsführer verderbten. Aus dem Russischen von Thomas Reschke. S. 33–78 in Ralf Schröder (Hrsg.): Bulgakow: Teufeliaden. Erzählungen. Volk & Welt, Berlin 1994, ISBN 3-353-00945-0 (= Bd. 6: Gesammelte Werke (13 Bde.))

## Anmerkung
1. ↑  Michail Bulgakow teilt dem Leser nichts über die Aufgaben dieser fünften Abteilung mit.